# Хуаррос-де-Ріоморос
Хуаррос-де-Ріоморос (ісп. Juarros de Riomoros) — муніципалітет в Іспанії, у складі автономної спільноти Кастилія-і-Леон, у провінції Сеговія. Населення — 71 особа (2010).
Муніципалітет розташований на відстані близько 80 км на північний захід від Мадрида, 14 км на захід від Сеговії.

## Демографія
Динаміка населення (INE ):